# نصف الأرض الشمالي

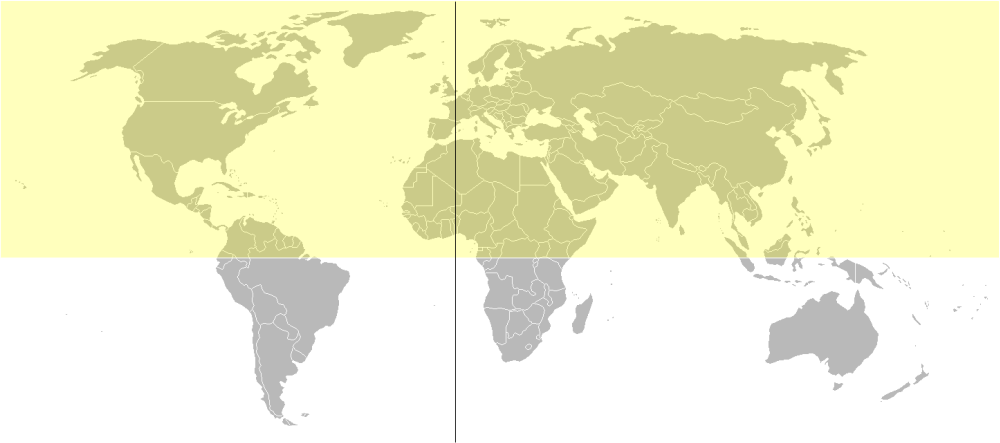
النصف الشمالي موضح باللون الأصفر.

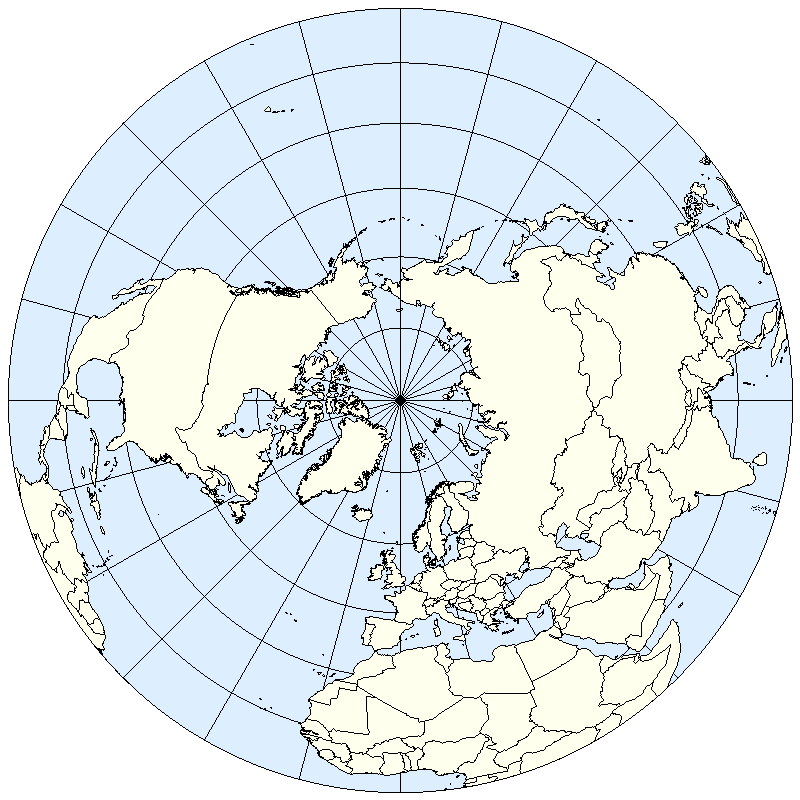

نصف الكرة الأرضية الشمالي، وتعني حرفيا «نصف المجال»، وتشكل اليابس النسبة الكبرى بـ60% من مساحتها.
(بعض دول شمال أفريقيا، بعض دول أمريكا الجنوبية، دول أمريكا الوسطى والشمالية والدول الآسيوية وأيضا القطب المتجمد الشمالي).
نصف الكرة الارضية الشمالي هو نصف الأرض الشمال من خط الاستواء. للكواكب الأخرى في النظام الشمسي شمال بأنها يجري في نفس نصف الكرة السماوية بالنسبة إلى طائرة ثابتة من النظام الشمسي للأرض القطب الشمالي.
بسبب الميل المحوري للأرض من 23.439281°, الشتاء في نصف الكرة الشمالي يستمر من ديسمبر الانقلاب (عادة 21 ديسمبر بالتوقيت العالمي) إلى مارس الاعتدال (عادة 20 مارس بالتوقيت العالمي)، في حين الصيف يستمر من الانقلاب يونيو حتى الاعتدال سبتمبر (عادة في 23 سبتمبر بالتوقيت العالمي). التواريخ تختلف كل عام بسبب الفرق بين السنة التقويمية والسنة الفلكية. داخل نصف الكرة الشمالي، يمكن للتيارات المحيطية تغيير أنماط الطقس التي تؤثر على العديد من العوامل داخل الساحل الشمالي. وتشمل هذه الأحداث ENSO (النينيو-التذبذب الجنوبي).
تهب الرياح التجارية من الشرق إلى الغرب فوق خط الاستواء مباشرة. تقوم الرياح بسحب المياه السطحية معها، وخلق التيارات التي تتدفق غربا بسبب تأثير كوريوليس. ثم تنحني التيارات إلى اليمين، متجهة شمالا. عند حوالي 30 درجة شمالا، تدفع مجموعة مختلفة من الرياح، الغرب، التيارات إلى الشرق، وتنتج حلقة مغلقة في اتجاه عقارب الساعة.
يتكون السطح من 60.7 ٪ من المياه، مقارنة مع 80.9% من الماء في حالة نصف الكرة الجنوبي، ويحتوي على 67.3٪ من أرض الأرض. تقع أوروبا وأمريكا الشمالية بالكامل على نصف الكرة الشمالي للأرض.

## الجغرافيا والمناخ

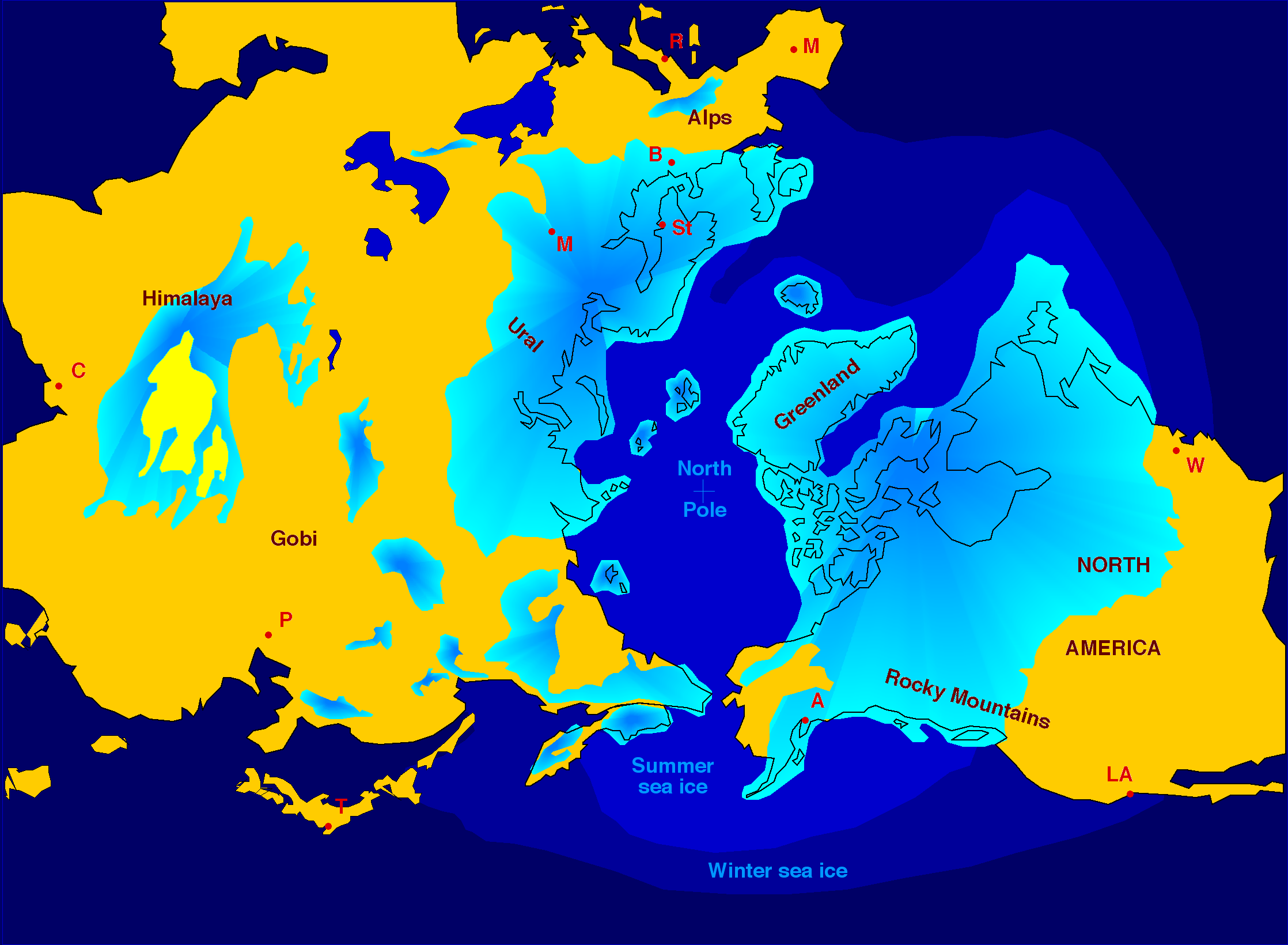
تكون المسطحات الجليدية في القطب الشمالي للكرة الأرضية. يعتقد أن تجمد المياه وتشكل المسطحات الجليدية كانت سببا في خفض مستوى المحيطات في العالم لعشرات الامتار.

المنطقة القطبية الشمالية هي منطقة حول القطب الشمالي (90° العرض). يتميز مناخها بشتاء بارد وصيف بارد. هطول الأمطار يأتي في الغالب في شكل الثلوج. المناطق داخل الدائرة القطبية الشمالية (66°34' خط العرض) بعض الأيام في الصيف لا تغرب الشمس أبدا، وبعض الأيام خلال فصل الشتاء عندما لا تشرق الشمس أبدا. تختلف مدة هذه المراحل من يوم واحد للمواقع الموجودة على الدائرة القطبية الشمالية إلى عدة أشهر بالقرب من القطب، وهو منتصف نصف الكرة الشمالي.
بين الدائرة القطبية الشمالية، مدار السرطان (23°26' خط العرض) يكمن في شمال المنطقة المعتدلة. التغيرات في هذه المناطق بين الصيف والشتاء خفيفة بشكل عام، بدلا من شديدة الحرارة أو الباردة. ومع ذلك، يمكن أن يكون المناخ المعتدل الطقس لا يمكن التنبؤ به غالبا.
المناطق الاستوائية (بين مدار السرطان وخط الاستواء، خط العرض 0°) ساخنة بشكل عام على مدار السنة وتميل إلى طول موسم الأمطار خلال أشهر الصيف، ويحدث موسم الجفاف خلال أشهر الشتاء.
في نصف الكرة الشمالي، تميل الأجسام التي تتحرك عبر أو فوق سطح الأرض إلى الانعطاف إلى اليمين بسبب تأثير كوريوليس. ونتيجة لذلك، تميل التدفقات الأفقية واسعة النطاق للهواء أو الماء إلى التكون في اتجاه عقارب الساعة الدوران. هذه هي أفضل أنماط دوران المحيط في شمال الأطلسي وشمال المحيط الهادئ المحيطات. داخل نصف الكرة الشمالي، يمكن للتيارات المحيطية ان تغير أنماط الطقس التي تؤثر على العديد من العوامل داخل الساحل الشمالي ؛ مثل النينيو.
للسبب نفسه، تميل تدفقات الهواء لأسفل نحو السطح الشمالي للأرض إلى الانتشار عبر السطح في نمط عقارب الساعة. وهكذا، دوران الهواء في اتجاه عقارب الساعة هو سمة من سمات الضغط العالي خلايا الطقس في نصف الكرة الشمالي. على العكس من ذلك، يميل الهواء الذي يرتفع من السطح الشمالي للأرض (مما يخلق منطقة ذات ضغط منخفض) إلى سحب الهواء نحوها في نمط عكس اتجاه عقارب الساعة. الأعاصير والعواصف الاستوائية (خلق منطقة ذات ضغط منخفض) تدور عكس اتجاه عقارب الساعة في نصف الكرة الشمالي.
يتحرك ظل المزولة في اتجاه عقارب الساعة على خطوط العرض شمال نقطة سوبسولار. خلال النهار على خطوط العرض هذه، تميل الشمس إلى الارتفاع إلى أقصى حد لها في وضع جنوبي. بين مدار السرطان وخط الاستواء، يمكن رؤية الشمس إلى الشمال، مباشرة فوق، أو إلى الجنوب عند الظهر اعتمادا على الوقت من السنة. في نصف الكرة الجنوبي، تكون شمس منتصف النهار في الغالب في الشمال.
عندما ينظر إلى القمر من نصف الكرة الشمالي، يبدو مقلوب مقارنة مع وجهة نظر من نصف الكرة الجنوبي. القطب الشمالي يواجه بعيدا عن مركز المجرة من درب التبانة. وينتج عن ذلك أن تكون درب التبانة متنافرة وباهتة في نصف الكرة الشمالي مقارنة بنصف الكرة الجنوبي، مما يجعل نصف الكرة الشمالي أكثر ملاءمة لرصد الفضاء العميق، لأنه لا «يعمه» درب التبانة.

## التركيبة السكانية
اعتبارا من عام 2015، نصف الكرة الشمالي هي موطن لحوالي 6.40 مليار شخص أي حوالي 87.0 ٪ من إجمالي سكان الأرض من 7.36 مليار شخص.